# Flitspuit

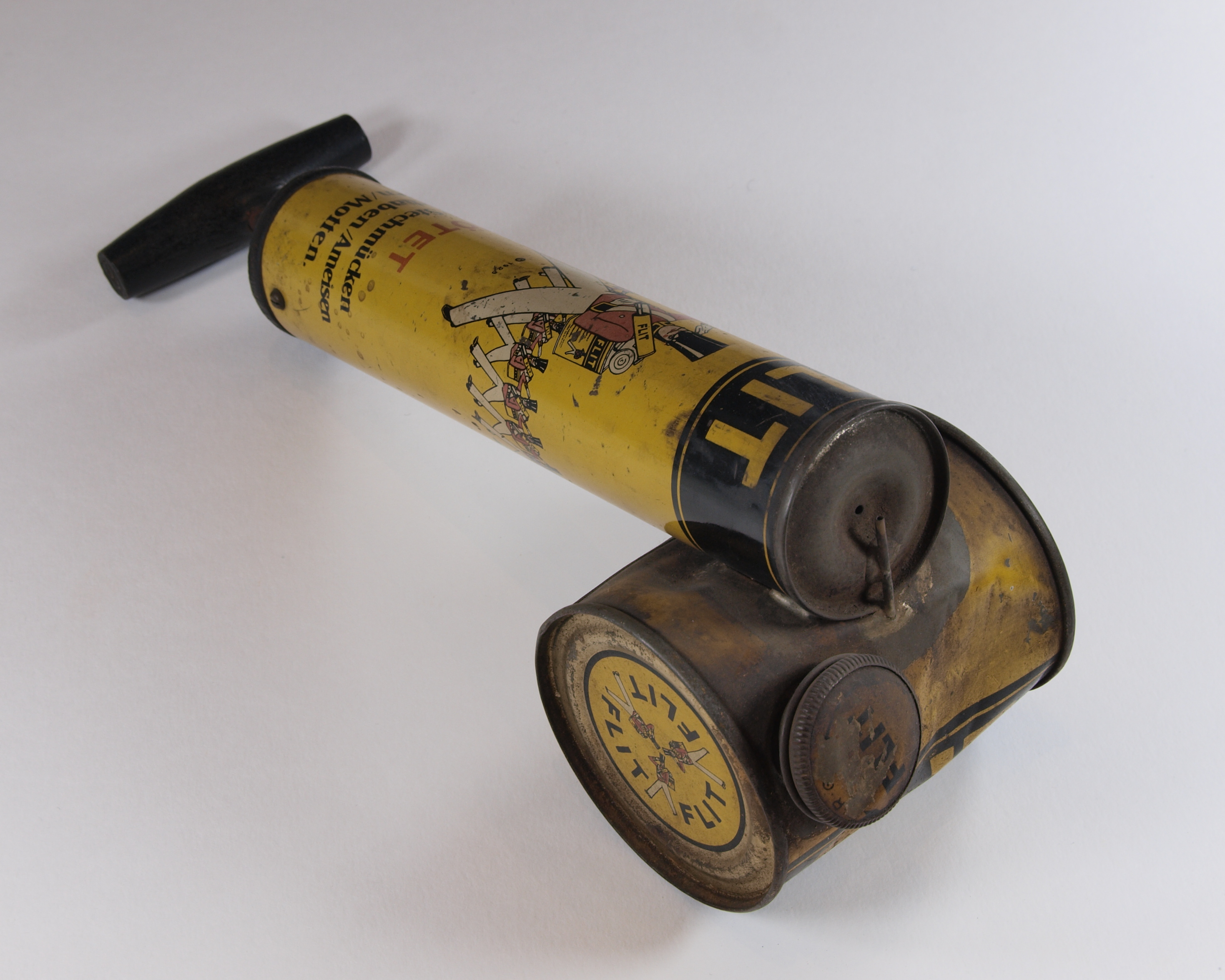

Een flitspuit of pulverisator is een handspuit waarmee een poedervormig of vloeibaar bestrijdingsmiddel kan worden verstoven.
Dit soort spuiten bestond al omstreeks 1920 en werd gebruikt in de landbouw, later ook in huishoudens. Er werd vaak DDT mee verspoten, tegen vliegen en muggen. De spuit ontleende zijn naam aan het merk flit, een door Esso uitgebracht middel dat 5% DDT bevatte. De blikjes flit konden als een tankje onderaan het pompje worden geschroefd. Er waren ook andere typen flitspuiten, van andere merken, met vaste tankjes die navulbaar waren.
Flitspuiten waren populair in de periode voor, tijdens en na de Tweede Wereldoorlog. Toen echter bleek dat DDT in de natuur niet afbreekbaar was en zich ophoopte in weefsels van predatoren, werd het gebruik ervan verboden en nam men zijn toevlucht tot andere bestrijdingsmiddelen. Ook de flitspuit verdween uit het huishouden.